# Rathaus Saalfeld

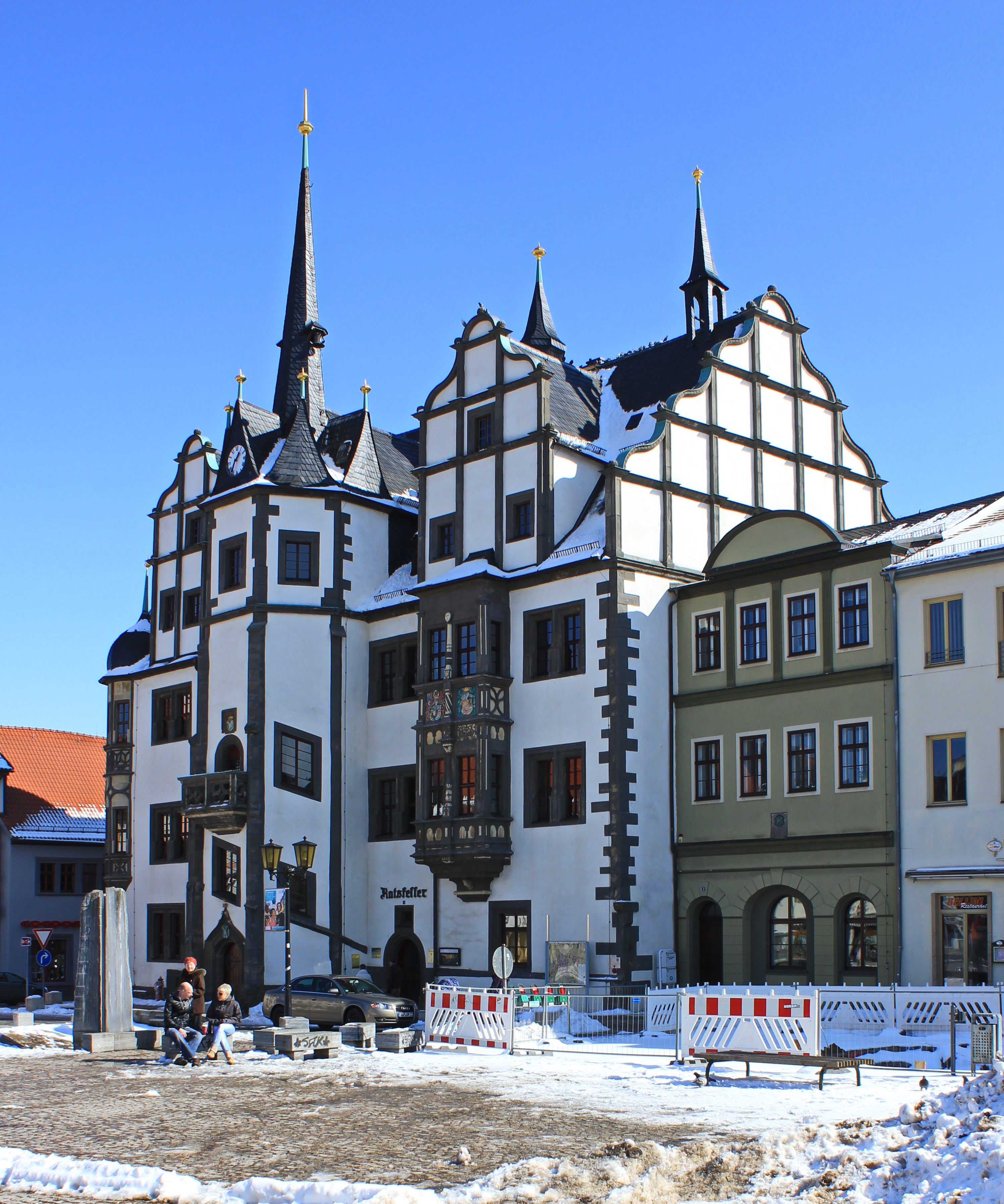
Rathaus Saalfeld

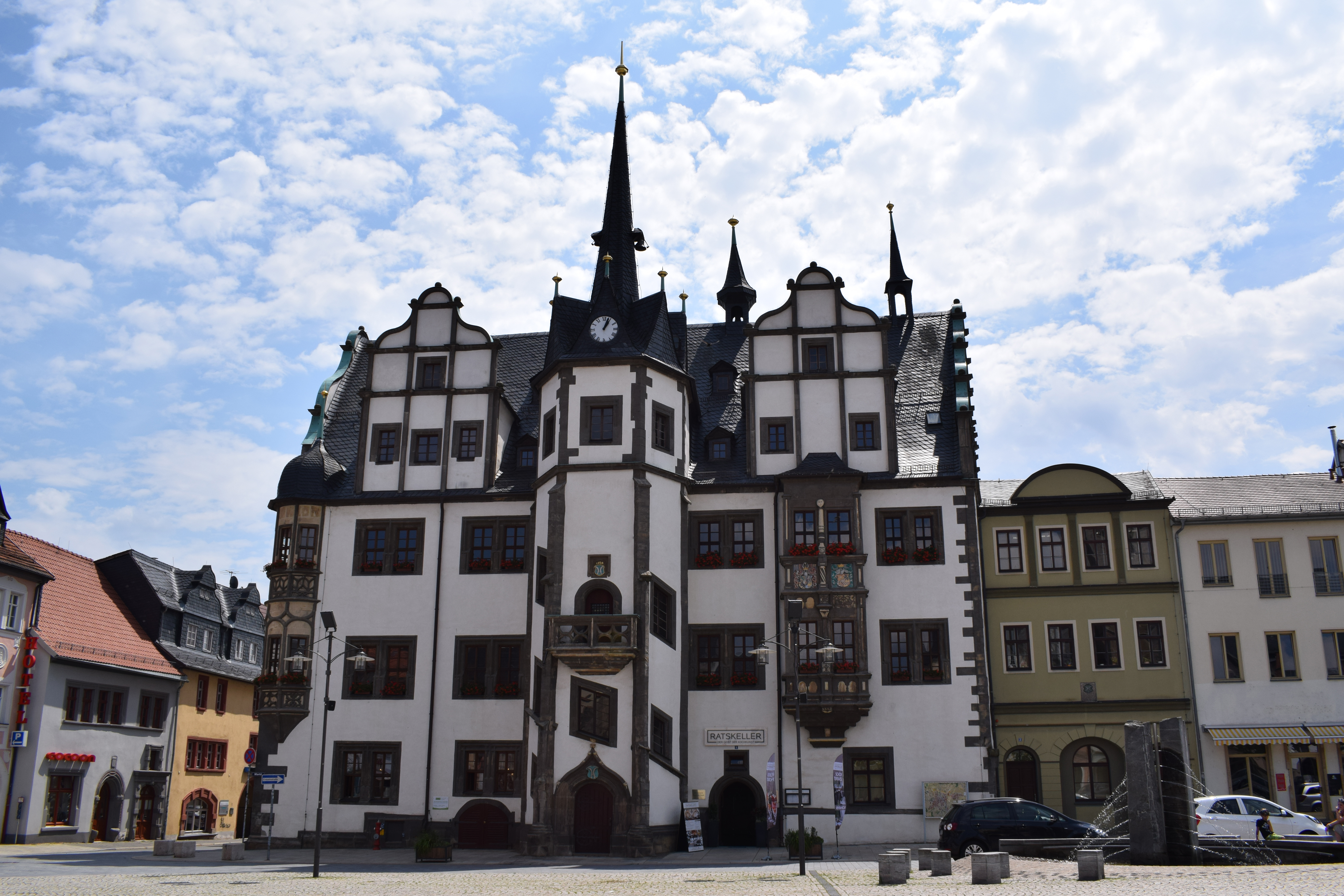

Das Rathaus Saalfeld ist ein Gebäude der Frührenaissance am Markt in Saalfeld im Landkreis Saalfeld-Rudolstadt in Thüringen. Es ist der Sitz der Stadtverwaltung von Saalfeld und gehört zu den bedeutendsten historischen Rathäusern in Thüringen. Auf dem Hof steht die sogenannte Hutschachtel, ein Rundturm mit dem Amtsgefängnis von Saalfeld.

## Geschichte
Im Jahr 1363 ist erstmals ein Rathaus in Saalfeld schriftlich belegt; im Jahr 1491 wird ein sogenanntes Niederes Rathaus in der Saalgasse genannt, welches 1517 durch Brand vernichtet wurde.  Im Jahr 1468 wird das Obere Rathaus am Kirchplatz erwähnt, das mit dem steinernen Haus am Fischmarkt (der Markapotheke) zum Kaufhaus vereint wurde. Im Jahr 1543 wurden beide Häuser, die durch den Rathausneubau am Markt überflüssig geworden waren, verkauft. Das stattliche, dreigeschossige Eckhaus wurde in den Jahren 1529–1537 erbaut und zählt neben den Rathäusern in Neustadt an der Orla und Pößneck zu den bedeutenden Rathausneubauten der Renaissance in Thüringen, zeigt jedoch auch spätgotische Formen. Es wurde im 17. und 18. Jahrhundert noch mehrfach und zuletzt in den Jahren 1978/1979 renoviert.

## Architektur
In der Mitte der vierachsigen, verputzten Fassade zum Markt bildet der vorspringende achteckige Treppenturm mit Kielbogeneingang den Hauptakzent. Im ersten Obergeschoss ist ein Balkon mit Maßwerkbrüstung (mit der Jahresangabe 1538) angeordnet, den Abschluss bildet eine spitze Haube.
Die gekuppelten Fenster sind mit profilierten, steinsichtigen Rahmen gestaltet. Weitere Akzente bilden der polygonale Erker mit Blendmaßwerk an der Ecke des Hauses und der rechteckige Erker rechts neben dem Turm mit Kandelabersäulen, Schlingstäben und dem Sächsisch-Kurfürstlichen Wappen, das mit 1534 bezeichnet ist.
Der Turmhelm und die beiden flankierenden Giebel der Zwerchhäuser, die mit Putzlisenen und Gesimsen gestaltet sind, gliedern den Dachbereich. An der Köditzgasse erfolgt die Gliederung durch den großen Giebel des Hauses und einen weiteren Zwerchhausgiebel. Die Innenräume im Erdgeschoss sind durchweg mit Kreuzgratgewölben abgeschlossen. Dazu gehören die Eingangshalle in der Mitte und der Ratskeller an der Hausecke. Im Obergeschoss sind die Räume durch Kassettendecken und Bohlen-Balken-Decken auf mächtigen Unterzügen gedeckt. Dort liegen der große Sitzungssaal an der Ecke und westlich der Eingangs- oder Vorhalle in einer Art von massivem Innenbauteil das Archiv. Das zweite Obergeschoss war ursprünglich mit einem Tuchboden für die Kaufleute ausgestattet. – Das bereits oben erwähnte turmartige Gebäude auf dem Hof stammt aus den Jahren 1857–1859, wurde von Carl Rudolf Tröger gestaltet und enthielt das Amtsgefängnis, seit 1973 das Archiv.
Auf der linken Seite neben dem Eingang zum Rathaus ist ein Eichmaß der Saalfelder Elle mit einer Länge von 56,6 cm zur Kontrolle der von den Händlern verwendeten Maße angebracht.